# Utetes mediosulcatus
Utetes mediosulcatus är en stekelart som först beskrevs av Vladimir Ivanovich Tobias 1998.  Utetes mediosulcatus ingår i släktet Utetes och familjen bracksteklar. Inga underarter finns listade i Catalogue of Life.